# Světlonoš
Purtătorul torței (în cehă Světlonoš) este un scurtmetraj de animație ceh din 2005, scris și regizat de Václav Švankmajer. Este descris ca o poveste alegorică despre ascensiunea la putere.
Švankmajer a lucrat la film 5 ani în studioul  familiei sale, Athanor. A amestecat o legendă medievală cu genul fantezist și a folosit și câteva tehnici cunoscute din jocurile video. Filmul a fost influențat de filme ale lui Jan Švankmajer, tatăl lui Václav Švankmajer.  Světlonoš a primit  mai multe premii. 

## intrigă
Filmul începe cu un Oraș cu un labirint imens și cu un împărat așezat pe tronul său. Începe un ciclu neîntrerupt de zi și de noapte. Împăratul moare într-o zi și ciclul se oprește până când un nou împărat va guverna. Un erou intră în oraș. Vine într-o sală plină de statui ale femeilor. Părăsește holul și intră în labirint. Statuile prind viață în spatele eroului și intră în Labirint, unde i-au pus trei capcane. 
Erou ajunge într-un loc unde sunt două Uși cu o ghilotină în spatele acestor uși. Există, de asemenea, o statuie care controlează Ușile și ghilotina. Statuia nu-l lasă pe Erou să treacă prin ușă decât dacă este lovit de ghilotină. Eroul ezită până când apare un grup de șobolani care scoate un os dintr-o cârpă. Unul dintre șobolani îl atacă pe Erou și este aruncat peste Statuie. Șobolanul distruge Statuia și Eroului are voie să meargă mai departe. 
Eroul ajunge într-o arenă și este atacat de un monstru zburător care este controlat de statui. Are loc o mare bătălie. Eroul suferă câteva răni și Monstrul îi apucă mâna ridicată, dar Eroul reușește să taie una dintre corzile pe care Statuile le folosesc pentru a controla Monstrul. Monstrul cade și se ridică în agonie. Eroul ucide brutal monstrul și merge mai departe. 
Erou ajunge la a treia capcană, care este formată din ziduri care se mișcă rapid. Încearcă să treacă prin capcană, dar nu reușește și aproape moare. În cele din urmă, observă o gaură într-un perete. El vede două statui care controlează Pereții mișcători. Eroul ucide una dintre aceste statui în timp ce cealaltă fuge. 
Erou intră printr-o ușă uriașă în spatele capcanei și ajunge într-o sală plină de statui care îl întâmpină cu trâmbițe. Vede o cortină albă pe cealaltă parte a holului. El se apropie și un Tron imens apare din spatele Cortinei. Scheletul împăratului este văzut stând pe Tron. Două statui îl aruncă de pe tron și șobolanii par să tragă trupul împăratului. Eroul ia locul împăratului și este încoronat noul împărat. Stă pe Tron, dar dintr-odată apar mai multe ace hipodermice care-l înțeapă. Tronul dispare în spatele Cortinei. Publicul poate vedea sângele Eroului care curge într-o inimă care începe să bată, aceasta pune în funcțiune o mașină și începe iar un ciclu al zilei și al nopții. Filmul se încheie cu o scenă foarte asemănătoare cu cea de la început. 

## Recepție
Filmul a câștigat un premiu la festivalul de film studențesc Fresh Film Fest de la Karlovy Vary pentru cel mai bun film de animație din 2005. Filmul a obținut și o mențiune de onoare.
Světlonoš a câștigat și premiul Kristián pentru cel mai bun film de animație la Febiofest în 2006.
Filmul a fost proiectat la Anifilm Festival în 2012. Filmul a fost asemănat cu lucrările lui Jan Švankmajer, tatăl lui Václav Švakmajer.